# 195. jurišni polk (Wehrmacht)
Za druge 195. polke glej 195. polk.
195. jurišni polk (izvirno nemško Sturm-Regiment 195) je bil jurišni polk v sestavi redne nemške kopenske vojske med drugo svetovno vojno.

## Zgodovina
Polk je bil ustanovljen 1. januarja 1943 z reorganizacijo 195. grenadirskega polka in dodeljen 78. jurišni diviziji.
Junija 1944 je bil v sestavi armadne skupine Sredina uničen v bojih; iz ostankov in dopolnitev so ustanovili 21. julija novi 195. grenadirski polk.
27. julija 1944 so ga ponovno preimenovali v jurišnega.